# SS Cretic
SS Cretic foi um transatlântico construído em 1902. Ele foi operado por diversas companhias de navegação, nas quais faziam parte da International Mercantile Marine Co., sendo renomeado muitas vezes durante sua carreira. Cretic foi desmontado em 1929.

## História
O navio foi construído no estaleiro Hawthorn Leslie and Company, e lançado no dia 25 de fevereiro de 1902 como SS Hanoverian. Ele possuía 13.507 toneladas e 177 metros de comprimento, sendo equipado com dois motores a vapor de expansão tripla.
Em julho de 1902, ele entrou em serviço pela companhia Leyland Line, mas fez apenas três viagens entre Liverpool e Boston antes da empresa tornar-se parte da International Mercantile Marine Co. em outubro daquele ano.
O Hanoverian foi transferido para a Dominion Line e renomeado de SS Mayflower, realizando operações entre Liverpool e Boston em abril de 1903. Em novembro de 1903 o navio foi transferido novamente, dessa vez para a White Star Line, rebatizando-o de SS Cretic. Ele permaneceu inicialmente operando entre Liverpool - Boston, e em novembro de 1904, foi transferido para realizar rotas entre o Mediterrâneo e Nova York.
Em 1917, o Cretic foi requisitado pelo governo britânico para servir como um navio de tropas durante a Primeira Guerra Mundial. No dia 5 de abril de 1918, Cretic, Lapland e Justicia partiram de Long Island City, Nova York, com os batalhões do regimento de infartaria a bordo. A bordo do Cretic, 2.032 homens do 2° batalhão descobriram que só havia alojamento para 1.500, e as tropas foram obrigados a comerem e dormirem no convés até chegarem em Liverpool, no dia 19 de abril.
Cretic retornou ao serviço comercial em setembro de 1919, realizando serviços ao Mediterrâneo pela White Star Line. Em 1923, Cretic foi transferido de volta para a Leyland Line, sendo renomeado de SS Devonian. O navio fez rotas entre Liverpool e Boston até o fim de sua carreira em setembro de 1928. Ele foi desmontado em Bo'ness, na Escócia.